# Гнила Липа (заказник)

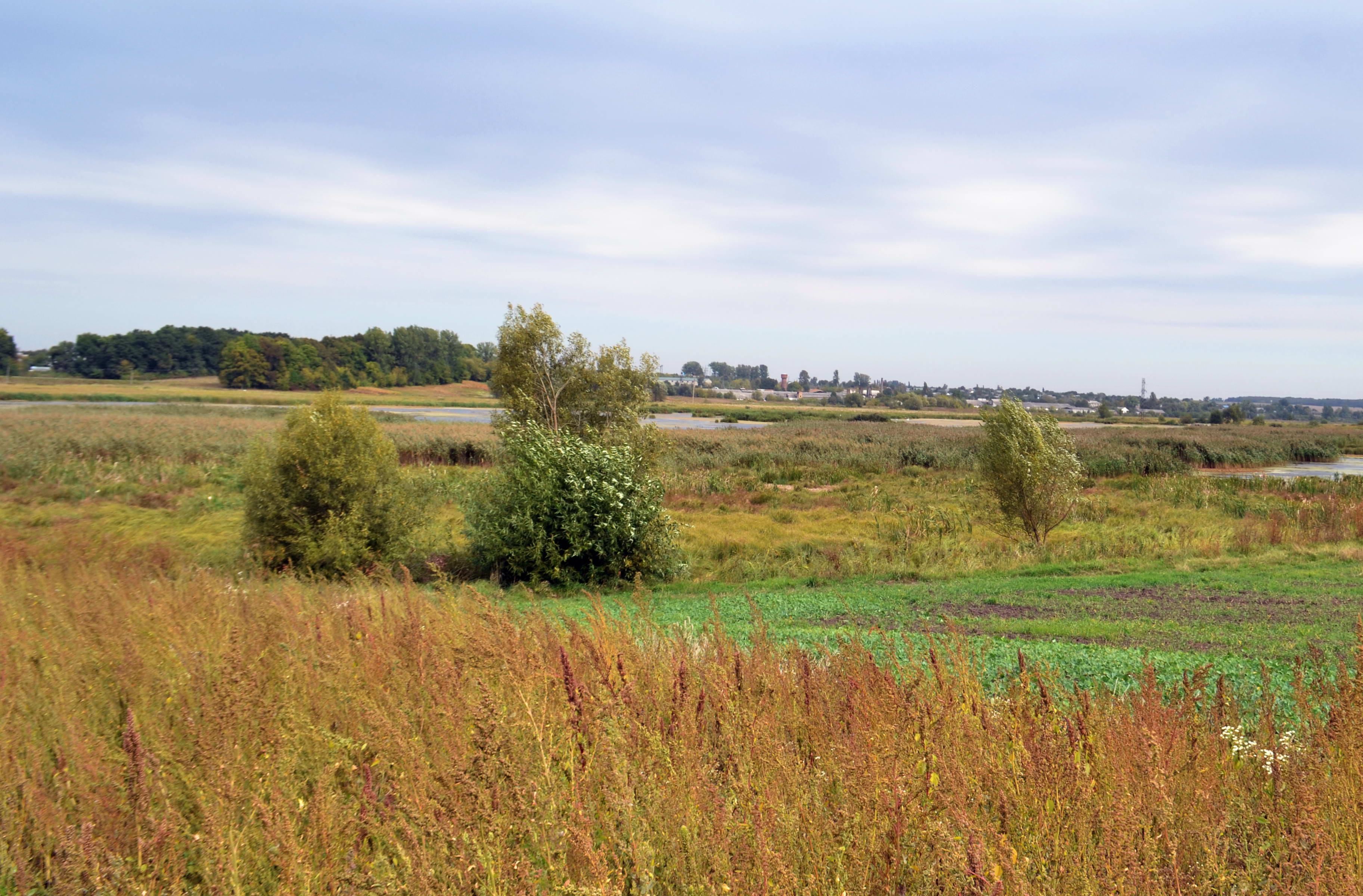
Вигляд в сторону смт Мар'янівка

Гнила́ Ли́па — гідрологічний заказник місцевого значення в Україні. Розташований у межах Горохівського району Волинської області, між смт Мар'янівка і селом Квасів.
Площа 1644 га. Статус надано 1993 року. Перебуває у віданні: Цегівська, Бранівська, Журавниківська, Квасівська сільські ради.
Статус надано з метою збереження лучно-болотного масиву у верхів'ях річки Гнила Липа. Водоохоронна зона завдовжки 43 км, завширшки до 1 км. У прибережній смузі зростає верба козяча, вільха, крушина, очерет, рогіз та кілька видів осоки. Заплава є місцем мешкання і розмноження понад 100 видів ссавців, птахів, плазунів та земноводних. З рідкісних видів трапляються: видра річкова, чернь білоока, журавель сірий (на прольотах), які занесені до Червоної книги України, а також чапля руда.
Має велике значення як регулятор водного балансу.